# Selfixhe Ciu
Selfixhe Ciu, też jako: Selfixhe Broja, pseud. Kolombja (ur. 1918 w Gjirokastrze, zm. w sierpniu 2003) – albańska pisarka.

## Życiorys
Pochodziła z zamożnej rodziny z Gjirokastry, była córką kupca Ibrahima Ciu. Ukończyła szkołę dla dziewcząt Urani Rumbo, w latach 1937-1939 studiowała na uniwersytecie we Florencji, a następnie w Grenoble. W czasie włoskiej okupacji powróciła do Albanii, wraz z mężem Xhemalem Broją i otworzyła w Szkodrze księgarnię. W 1942 wstąpiła w szeregi Komunistycznej Partii Albanii i należała do grona organizatorek nielegalnych demonstracji antyfaszystowskich w Albanii. Uwięziona przez włoskie władze okupacyjne została skazana na karę śmierci, a następnie ułaskawiona. Po przejęciu władzy przez komunistów w Albanii, 23 marca 1946 została usunięta z partii za wyrażanie niezgodnych z obowiązującą linią polityczną poglądów w kwestii Kosowa. 17 stycznia 1947 internowana wraz z mężem we wsi Kuc k. Wlory, a następnie w Gusmarze, gdzie pracowali przy uprawie roli. Uwolniona z internowania w 1949, mieszkała w Elbasanie, a następnie w Tiranie. Ponownie internowana w 1966, we wsi Gradishte. Uwolniona z internowania w 1971, powróciła do Tirany, gdzie jej mąż pracował na etacie administracyjnym w Studiu Filmowym Nowa Albania.
Ze związku z Xhemalem Broją miała dwie córki (Sashenka i Meri).

## Twórczość
W 1935 w czasopiśmie Populli ukazały się wiersze Selfixhe Ciu, pod pseudonimem Kolombja. Był to pierwszy opublikowany utwór literacki w dziejach Albanii, który napisała kobieta. W 1998 nakładem wydawnictwa Globus ukazały się wspomnienia Selfixhe Ciu Tallazet e jetës (Wiatry życia).